# スワン・シアター
スワン・シアター (英語: Swan Theatre)は、イングランドのストラットフォード・アポン・エイヴォンにあるロイヤル・シェイクスピア・カンパニーが所有する劇場である。もっと大きいロイヤル・シェイクスピア・シアターの脇に建っており、1926年に火事で焼けてしまうまでここにあったロイヤル・シェイクスピア・シアターの先代劇場、シェイクスピア・メモリアル・シアターがかつてあった場所にあるヴィクトリア朝ゴシック風の建物である。

## 来歴
1986年にはじめてスワン・シアターがオープンした際、トレヴァー・ナンとテリー・ハンズがロイヤル・シェイクスピア・カンパニーの共同芸術監督であった。建物はマイケル・リアドンがティム・ファービーとともに設計したもので、深い張り出し舞台に天井桟敷がついた観客と舞台の距離が近いホールに426人前後の観客を収容できた。

### 再開発
2007年からロイヤル・シェイクスピア・カンパニーが1億1280万ドルをかけたトランスフォーメーション・プロジェクトの一環として改修された。改修工事としてホール全階のカーペットを敷き直し、椅子の張り替えも行われた。補聴器補助用磁気誘導ループが設置され、音響・照明設備の更新とエア・コンディショナーの取り替えを行われたため、屋根の部分があいて、飛行や舞台に背景を吊す演出ができるようになった。このプロジェクトで構造の上でもスワン・シアターに変化が多数加えられ、倉庫として使えるスペースが増えて、楽屋裏と公共スペースはロイヤル・シェイクスピア・シアターと共用になった。2つの劇場は新しいコロナードで初めてつながった。
トランスフォーメーション・プロジェクトより、ロイヤル・シェイクスピア・シアターとスワン・シアター2つの劇場のための新しい設備や公共スペースができた。エイヴォン川が見えるルーフトップ・レストランやリヴァーサイド・カフェ、テラス、PACCARルーム展示スペースができた他、36メートルの高さの塔には32メートルのところに展望台があり、街をぐるりと見渡すことができる。新しく戸外の公共スペースとしてウェストン・スクエアが整備され、この広場を通って劇場から西側へと中世の街並みに出ることができる。リヴァーサイド・ウォークはバンクロフト・ガーデンズから劇場を過ぎてシェイクスピアの墓所があるホーリー・トリニティ教会までつながっている。
改修によってはじめて、建物全体があらゆる観客、パフォーマー、スタッフによりアクセスできるようになった。ロイヤル・シェイクスピア・シアターとスワン・シアターはともに2010年11月にプレビューイベントやアクティヴィティによりオープンし、その後ロイヤル・シェイクスピア・カンパニーが2011年2月より、既にレパートリーに入っていたシェイクスピアの作品上演を開始した。プロジェクトで改修されたスワン・シアターの舞台にあわせて計画された最初の新演出上演は2011年4月、グレゴリー・ドーラン演出の『カルデーニオ』であったが、これは2011年4月から12月まで続くロイヤル・シェイクスピア・カンパニー50周年記念シーズンの一環であった。2011年、スワン・シアターはロイヤル・シェイクスピア・シアターとともにイギリス建築産業賞を受賞した。

## 演目
シェイクスピアを中心に上演しているロイヤル・シェイクスピア・シアターと異なり、スワン・シアターはウィリアム・シェイクスピア以外の同時代の劇作家を中心に上演しているが、王政復古期など後の時代のイギリスの劇作家や大陸ヨーロッパの劇作家の作品、新作など様々な作品が上演されたことがあり、上演回数が比較的少ないものを中心に時々はシェイクスピアの作品も上演されている。1986年5月8日にシェイクスピアとジョン・フレッチャーの『二人の貴公子』上演でこけら落とししたが、この作品は1632年のファースト・フォリオに未収録で1634年まで刊行されておらず、シェイクスピアが舞台向けに書いた戯曲の最後のものと考えられているもので、バリー・カイルが演出を担当した。この後、スワン・シアターはアントン・チェーホフの『桜の園』、ヘンリク・イプセン『ブラン』、テネシー・ウィリアムズ『カミノ・レアル』など様々なタイプの戯曲上演に使われている。